# Добродомов Родіон Костянтинович
Родіо́н Костянти́нович Добродо́мов (30 жовтня 1984, м. Київ, Українська РСР — 9 травня 2014, Маріуполь, Донецька область, Україна) — рядовий міліції, доброволець, захисник Маріуполя.

## Життєпис
Киянин Родіон Добродомов мешкав у Шевченківському районі. Навчався в Університеті економіки і права «КРОК». Юрист за фахом, у мирному житті працював інструктором в спортивному клубі. Активний учасник Революції Гідності. З перших днів протистояння на Майдані разом з іншими киянами на добровольчих засадах возив мітингувальникам ліки та необхідні речі, активіст Автомайдану.
Після окупації Криму російськими військами Родіон допомагав вивозити з півострова українських військових, які залишилися вірними присязі і не перейшли на службу окупанту. А згодом, коли протистояння на Сході перейшло в озброєні зіткнення, вступив добровольцем до лав батальйону «Азов», куди прийшли й інші автомайданівці.
Рядовий міліції, міліціонер 1-го взводу 1-ї роти батальйону патрульної служби міліції особливого призначення «Азов». По факту виконував обов'язки командира роти.
9 травня близько 10:00 надійшло повідомлення, що бойовики групи «Мангуста» здійснили збройний напад на Маріупольське міське управління міліції, де на 3-му поверсі опинилися заблокованими начальник управління, працівники міліції і військовослужбовці, які проводили нараду. «Азовці» вирушили до управління на вулицю Георгіївську, де відбувалися перестрілки з терористами. Спільними зусиллями Нацгвардії, військових, дніпропетровських добровольців, «азовців» забезпечили прохід до будівлі спецпризначенців «Омеги», які зачистили будівлю від сепаратистів, евакуювали військовослужбовців і поранених, які були там заблоковані. Під час операції Родіон Добродомов був убитий пострілом в спину, коли прикривав вхід групи бійців «Азова» у приміщення захопленого терористами Маріупольського міського управління міліції. Також був тяжко поранений «азовець» Олександр Кондрашин.
Цього дня в бою з терористами загинули Богдан Шлемкевич (НГУ), Олег Ейсмант (20 БТО), Сергій Демиденко (20 БТО), Михайло Єрмоленко (патрульна служба міліції) і Віктор Саєнко (начальник ДАІ).
12 травня з добровольцем прощались в Українському домі у Києві. Похований на Байковому кладовищі (ділянка № 33). Вдома залишилася дружина Євгенія та 5-річна донька.
У вересні 2015 року сім'я Родіона Добродомова отримала квартиру.

## Нагороди
20 червня 2014 року — за особисту мужність і героїзм, виявлені у захисті державного суверенітету та територіальної цілісності України, вірність військовій присязі та незламність духу, відзначений — нагороджений орденом «За мужність» III ступеня (посмертно).

## Вшанування
8 травня 2015 року в Маріуполі на вул. Георгіївській відкрито меморіальну дошку на честь міліціонерів і військовослужбовців, які загинули під час захисту Маріупольського міськуправління міліції.
13 жовтня 2016 року відбулося відкриття дошки пам'яті на фасаді Університету «КРОК» на честь загиблих захисників України — випускника Київського ліцею бізнесу Станіслава Дерев'янка та студента Університету Родіона Добродомова.